# LTE Advanced
LTE Advanced (LTE+) je norma pro mobilní komunikaci a výrazné vylepšení standardu Long Term Evolution (LTE). Na konci roku 2009 byl formálně předložen mezinárodní komunikační unii ITU-T jako kandidát na systém 4G, který splňuje požadavky normy IMT-Advanced, a v březnu 2011 byl standardizován partnerským projektem 3. generace (3GPP) jako 3GPP Release 10.

## Pozadí
Technologie LTE byla navržena v roce 2004 japonským mobilním operátorem NTT DoCoMo a v roce 2008 byla přijata jako mezinárodní standard. Standardizace LTE dospěla do stavu, kdy změny ve specifikaci jsou omezeny na opravy chyb. První komerční služby byly spuštěny ve Švédsku a Norsku v prosinci 2009 a v roce 2010 ve Spojených státech a Japonsku. V roce 2010 byly ve světě uvedeny do provozu i další sítě LTE, jako přirozený vývoj několika 2G a 3G systémů, včetně Globálního systému pro mobilní komunikace (GSM) a univerzálního mobilního telekomunikačního systému (UMTS) v rodině 3GPP, jakož i CDMA2000 v rodině 3GPP2.
Práce 3GPP na definování nové technologie pro rádiové rozhraní 4G začalo v Release 9 studijní fází LTE-Advanced. První provedení sítí Long Term Evolution nesplňovalo požadavky pro 4G (nazývané také IMT Advanced definované Mezinárodní telekomunikační unií), ke kterým patří přenosová rychlost až 1 Gb/s, proto jsou označovány jako 3.9G (překonávající 3G, ale nedosahující požadavků pro 4G), ITU proto vyzvala k předložení kandidátních rádiových rozhraní Technologies (RITS) podle požadavků pro 4G v oběžníku 3GPP technical report (TR) 36.913, "Požadavky pro další vývoj E-UTRA (LTE-Advanced)." Tyto jsou založeny na požadavcích ITU pro 4G a na vlastní požadavky provozovatelů pokročilého LTE. K hlavním technických aspektům patří:
- Neustálé zlepšování radiové technologie a architektury LTE
- Scénáře a výkonnostní požadavky pro práci s původními rádiovými technologiemi
- Zpětná kompatibilita LTE-Advanced s LTE. LTE terminál by měl být schopen pracovat v síti LTE-Advanced a naopak. 3GPP bude vyhodnocovat veškeré výjimky.
- Zvážení nedávné Světové radiokomunikační konference (WRC-07) rozhodnutí o frekvenční pásma, aby zajistily, že LTE-Advanced pojme geograficky dostupné spektrum pro kanály nad 20 MHz. Také specifikace musí uvažovat ty části světa, v nichž širokopásmové kanály nejsou k dispozici.

Podobně, "WiMAX 2 ', 802,16 m, byl schválen ITU jako Advanced rodiny IMT. WiMAX 2 je navržen tak, aby zpětně kompatibilní se zařízeními WiMAX 1. Většina dodavatelů nyní podporuje přeměnu "pre-4G", pre-pokročilých verzí a některých podpůrných softwarových aktualizací základnové stanice vybavení od 3G.
Průmysl mobilních komunikací a normalizační organizace proto začaly pracovat na přístupových technologiích 4G, jako je LTE Advanced. [kdy?] Na workshopu v dubnu 2008 v Číně 3GPP schválilo plány pro práci na Long Term Evolution (LTE). První sada specifikací byla schválena v červnu 2008. Kromě maximální rychlosti přenosu dat 1 Gb/s, který vyžaduje ITU-R, je také požadováno rychlejší přepínání způsoby napájení a zlepšený výkon na okraji buněk. Podrobné návrhy jsou studovány v rámci pracovních skupin.

## Návrhy
Cílem 3GPP LTE Advanced je dosáhnout a překonat požadavky IMT-Advanced. Technologie LTE Advanced by měla být slučitelná s zařízeními podle prvního vydání LTE, a měla by s nimi sdílet kmitočtová pásma. Ve studii proveditelnosti pro LTE Advanced 3GPP stanovila, že LTE Advanced budou splňovat požadavky na ITU-R pro 4G. Výsledky studie byly zveřejněny v technické zprávě 3GPP 36.912.
Jedním z důležitých požadavků LTE Advanced je schopnost využívat pokročilé topologie sítě; optimalizované heterogenní sítě kombinující makrobuňky s uzly s nízkým příkonem, jako jsou pikobuňky a femtobuňky a nové přenosové uzly. Dalším významný výkonnostní skok v bezdrátových sítích má využívat co nejvíce topologii, a přináší síť blíže k uživateli přidáváním mnoha uzlů s nízkým výkonem – LTE Advanced dále zlepšuje kapacitu a pokrytí, a zajišťuje uživatelské spravedlnost. LTE Advanced rovněž zavádí více nosných, aby bylo možné používat velmi širokého pásma se šířkou až 100 MHz pro velmi dosažení vysokých rychlostí přenosu dat.
Ve fázi výzkumu byly studovány mnoho návrhů jako kandidáti pro LTE Advanced (LTE-A) technologií. Tyto návrhy by mohly být rozděleny zhruba do:
- Podpora pro základnové stanice „relay node“
- Koordinované multipoint (COMP) vysílání a příjem
- UE Dual TX anténní řešení pro SU-MIMO a diverzitní MIMO označované jako 2x2 MIMO
- Škálovatelná šířka přenosového pásma – přes 20 MHz až do 100 MHz
- Agregace nosných pro souvislé i nesouvislé přidělování spektra
- Optimalizace místního rádiového rozhraní
- Kočovný / Local Area sítě a mobilní řešení
- Pružné využívání kmitočtového spektra
- Kognitivní rádio
- Automatická a autonomní konfigurace a provoz sítě
- Podpora autonomní sítě a testovací zařízení, měření spojená se správou a optimalizací sítě
- Vylepšená předkódování a samoopravné kódy
- Správa a potlačování rušení
- Asymetrické přiřazování šířky pásma pro FDD
- Hybridní OFDMA a SC-FDMA na uplinku
- UL/DL MIMO koordinované mezi eNB
- Self Organizing Networks methodologies

V rámci vývoje systému mohou LTE-Advanced a WiMAX 2 používat až 8x8 MIMO a 128 QAM v sestupného směru. Příklad výkon: 100 MHz agregované šířky pásma, LTE-Advanced poskytuje téměř 3,3 Gbit ceny vrchol stahování na sektor základnové stanice za ideálních podmínek. Vyspělé síťové architektury v kombinaci s distribuovanými a spolupráce inteligentní anténní technologie poskytují několik roky plán obchodních vylepšení.

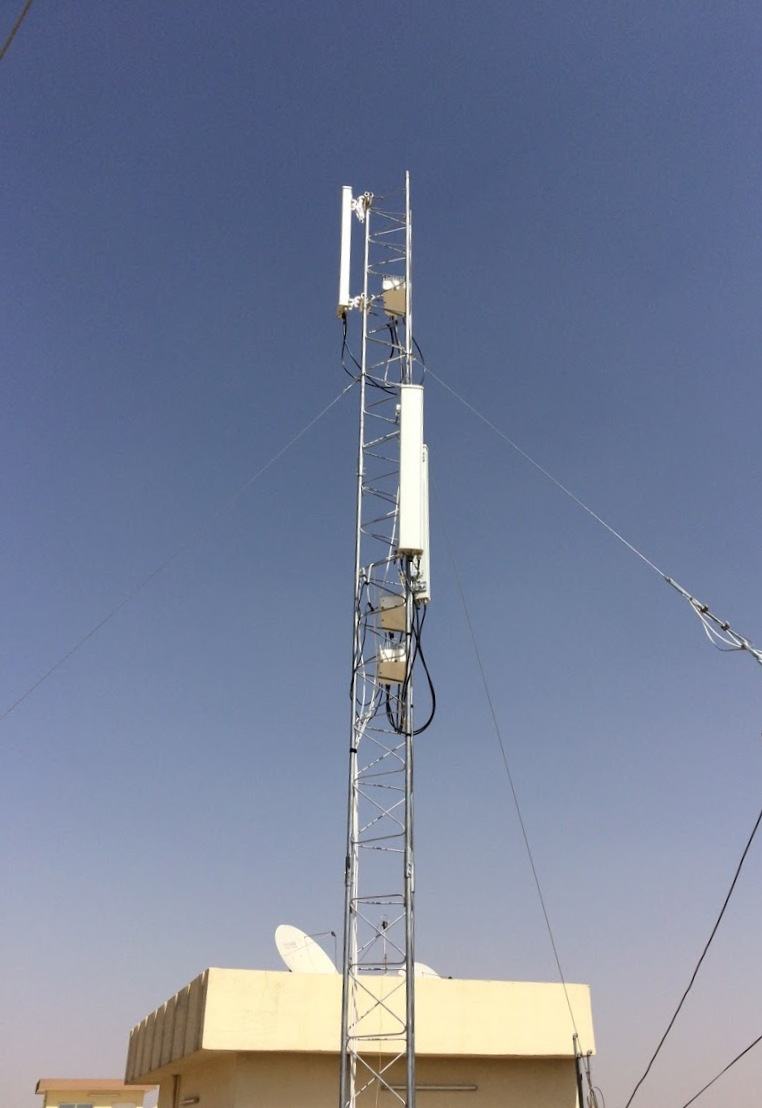
Vysílač sítě LTE Advanced

Souhrn studie provedené v 3GPP lze nalézt v TR36.912.

## Časový rámec a zavedení dodatečných funkcí
Původní standardizační práce pro LTE-Advanced byly provedeny jako součást 3GPP Release 10, který byl zmrazen v dubnu 2011. Zkoušky byly založeny na zařízení pre-release. Hlavní dodavatelé podporují aktualizace softwaru na novější verze a průběžná vylepšení.
S cílem zlepšit kvalitu služeb pro uživatele v přístupových bodech (hotspotech) a na okrajích buněk buňkové radiové sítě, jsou heterogenní sítě (HetNet) vytvořeny ze směsi makro-, pico- a femto- základnových stanic obsluhujících oblasti odpovídající velikosti. Zmrazená v prosinci 2012, 3GPP Release 11 se zaměřuje na lepší podporu HetNet. Koordinovaný Multi-Point provoz (COMP) je klíčovým prvkem Release 11 s cílem podpořit takové síťové struktury. Zatímco uživatelé nacházející se na okraji buňky v homogenních sítích trpí nižší intenzitou signálu umocněnou rušením (interferencí) sousední buňky, Comp je navržen tak, aby umožňoval využití sousední buňky k přenosu stejného signálu jako obslužná buňka, čímž se zlepšuje kvalitu služby na obvodu obslužné buňky. Dalším tématem, kterým se zabývá Release 11, je koexistence v zařízení (In-device Co-existence; IDC). Funkce IDC jsou navrženy s ohledem na zmírnění rušení v uživatelském zařízení způsobené mezi LTE/ LTE-A a různými dalšími radiovými subsystémy, jako je WiFi, Bluetooth a přijímač GPS. Byla standardizována další vylepšení pro MIMO, například konfigurace 4x4 pro uplink.
Vyšší počet buněk v HetNet způsobuje, že uživatelské zařízení, které je v pohybu, mění obslužné buňky častěji. Probíhající práce na LTE-Advanced ve verzi 12, kromě jiných oblastech, se zaměřuje na řešení problémů, které přicházejí o tom, kdy uživatelé procházejí HetNet, jako je časté ruční do dalšího období mezi buňkami.

## Zařízení
V době svého uvedení na trh v roce 2007, LTE Advanced nebylo podloženo žádným smartphonem, ale pouze malým počtem směrovačů. První schopné smartphony se na trhu objevily ke konci roku 2013, avšak za ideálních podmínek dosahovaly rychlostí 300 Mbit/s až 600 Mbit/s. Telefony plně podporující 1 Gb/s byly k dispozici zkraje roku 2017.

## LTE Advanced Pro
LTE Advanced Pro (LTE-A Pro, také 4.5G, 4.5G Pro, 4.9G, Pre-5G, 5G Projekt) je jméno pro 3GPP Issue 13 a 14. Je vývojem celulárního standardu LTE Advanced (LTE-A), který podporuje přenosové rychlosti přes 3 Gbit/s při použití agregace 32 nosných. To také přináší koncept Licence Assisted Access, který umožňuje sdílení licencovaného a nelicencovaného spektra.
Navíc začleňuje několik nových technologií souvisejících s 5G, např. 256-QAM, masivní Multiple-input multiple-output, LTE-Unlicensed a LTE IoT, což umožňovalo časnou migraci existujících sítí na vylepšené s příslibem přechodu na plný standard 5G.